# Fred Schneider
Frederick William Schneider III, detto Fred (Newark, 1º luglio 1951), è un cantante e polistrumentista statunitense famoso come membro del gruppo The B-52's.

## Carriera
Nato in New Jersey, ha fondato il gruppo musicale new wave The B-52's nel 1976 insieme a Kate Pierson, Cindy Wilson, Ricky Wilson e Keith Strickland. Nella band Fred è vocalist e polistrumentista: canta e suona principalmente le tastiere e le percussioni. Nel 1996 ha pubblicato un album solista dal titolo Just Fred prodotto da Steve Albini. Nel corso della sua carriera ha dato vita anche ad un altro progetto musicale chiamato The Superions, che ha esordito nel 2010 con un EP. Ha lavorato anche con Sophie Ellis-Bextor (Trip the Light Fantastic), Captain Planet, Bongwater e altri artisti.